# Björkerydssjön
Björkerydssjön är en sjö i Karlskrona kommun i Blekinge och ingår i Nättrabyåns huvudavrinningsområde. Sjön har en area på 0,196 kvadratkilometer och ligger 25,1 meter över havet. Sjön avvattnas av vattendraget Nättrabyån.

## Delavrinningsområde
Björkerydssjön ingår i det delavrinningsområde (623859-148097) som SMHI kallar för Utloppet av Björkerydssjön. Medelhöjden är 69 meter över havet och ytan är 58,06 kvadratkilometer. Räknas de 28 avrinningsområdena uppströms in blir den ackumulerade arean 431,89 kvadratkilometer. Avrinningsområdets utflöde Nättrabyån mynnar i havet. Avrinningsområdet består mestadels av skog (60 procent) och jordbruk (23 procent). Avrinningsområdet har 1,14 kvadratkilometer vattenytor vilket ger det en sjöprocent på 2 procent. Bebyggelsen i området täcker en yta av 1,14 kvadratkilometer eller 2 procent av avrinningsområdet.

## Folkmålsuttal
Enligt uppteckning av Sven Hartman fanns ännu 1931 ett ursprungligt folkmålsuttal med obruten vokal i stammen: Berkerysjön. Vid ungefär samma tid (1929) upptecknade Sven Hartman också uttalet Björkerysjön, som påverkats av standardsvenskan och av officiell stavning.